# Начкебия, Капитон Григорьевич
Капитон Григорьевич Начкебия — советский грузинский общественный и политический деятель. Судья всесоюзной категории по конному спорту (1951).

## Биография
Родился в 1901 году в селе Котионети. Член КПСС с 1931 года.
С 1923 года — на общественной и политической работе. В 1923—1954 гг. — начальник районных отделений милиции, оперуполномоченный ГПУ, заместитель начальника, начальник УРКМ НКВД Грузинской ССР, заместитель наркома внутренних дел Аджарской АССР, председатель ГПУ Абхазской АССР (7.09.1926-15.01.1929), заместитель наркома внутренних дел Аджарской АССР, начальник УРКМ заместитель наркома внутренних дел Грузинской ССР, начальник управления милиции и заместитель министра госбезопасности Грузинской ССР, заместитель министра сельского хозяйства Грузинской ССР по коневодству, министр внутренних дел Абхазской АССР, директор Тбилисского ипподрома.
Умер в Тбилиси в 1973 году.